# Yuji Ide
Yuji Ide (japonès: 井出有治)  (Saitama, 21 de gener de 1975) és un pilot de Fórmula 1 japonès.

## Salt a la Fórmula 1
Yuji Ide va participar en les curses de la Fórmula Nippon acabant segon a la classificació general l'any 2005.
Ide va ser escollit com a segon pilot titular de l'equip Super Aguri a la Fórmula 1, debutant al Gran Premi de Bahrain però després de quatre Grans Premis disputats, el novell pilot va ser rellevat pel francès més experimentat Franck Montagny. Dies més tard després del Gran Premi d'Europa, que va ser la primera carrera a on va ser substituït, la FIA li va retirar la llicència que li permetia conduir en la categoria. D'aquesta manera, Ide no pot participar a cap més carrera de la Temporada 2006 de Fórmula 1.
La raó de la seva substitució va ser deguda al fet que va ocasionar greus problemes durant les quatre úniques carreres que disputà. A les dues primeres carreres el pilot no va ocasionar grans problemes, però quedava lluny del seu company, el també japonès Takuma Sato. Ja a la tercera carrera, en el Gran Premi d'Austràlia, en la que va fer una virolla en la que va deixar el seu monoplaça al mig de la pista en la sessió de classificació. Això va ocasionar que el cotxe de seguretat sortís a pista.
Al següent Gran Premi, el G.P. de San Marino, Ide va provocar un accident a la primera volta, en col·lidir amb Christijan Albers, pilot de Midland F1, tot deixant a aquest fora de la carrera en un espectacular accident amb tres voltes de campana. És per això que la FIA va avisar a l'equip Super Aguri de què no haurien de deixar pilotar al pilot japonès. L'equip el va substituir per Franck Montagny pel G.P. d'Europa. Montagny, ex pilot provador de Renault F1, el va substituir en les següents curses del calendari.
A la temporada 2007, la plaça a Super Aguri l'ocupa Anthony Davidson.

## Palmarès
• Curses disputades: 4
•  Millor classificació: 13è a Austràlia '06